# Ocotea involuta
Ocotea involuta är en lagerväxtart som beskrevs av André Joseph Guillaume Henri Kostermans. Ocotea involuta ingår i släktet Ocotea och familjen lagerväxter. Inga underarter finns listade i Catalogue of Life.